# Maler von Berlin 1686

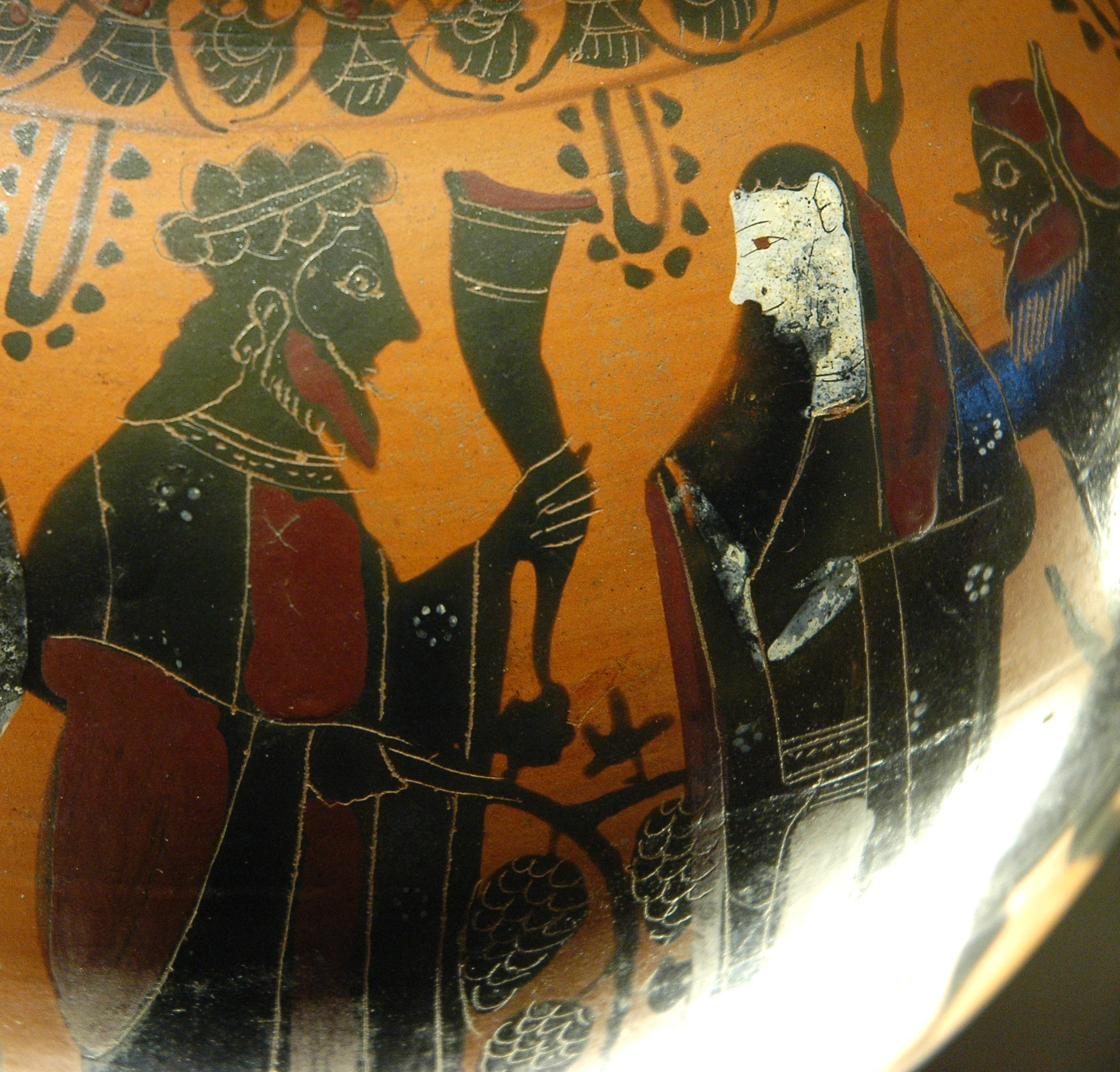
Paris, Louvre F 3: Dionysos und Ariadne

Der Maler von Berlin 1686 (tätig um 550–530 v. Chr. in Attika) war ein griechischer Vasenmaler des schwarzfigurigen Stils. Seinen Notnamen erhielt er nach der Amphora F 1686 in der Berliner Antikensammlung.
Er bemalte überwiegend Amphoren, wobei er ungewöhnlicherweise auf beiden Seiten einer Vase meist das gleiche Thema darstellte.

## Ausgewählte Werke
- Berlin, Antikensammlung

Amphora F 1686
- Paris, Louvre

Amphora F 3